# Daniel Kirkwood
Daniel Kirkwood (Harford County, Maryland, 27. rujna 1814. – Riverside, Kalifornija, 11. lipnja, 1895.), američki astronom. Rođen je u mjestu Harford County, Maryland, SAD, od Johna i Agnes (rođena Hope) Kirkwood. Završio je matematiku na Sveučilištu York u mjestu York, Pennsylvania 1838. Sljedećih 5 godina je predavao matematiku na istom Sveučilištu, a zatim je postao ravnatelj u Srednjoj školi Lancaster u mjestu Lancaster, Pennsylvania. Nakon toga je bio sljedećih 5 godina ravnatelj Sveučilišta u Pottsvilleu u mjestu Pottsville, Pennsylvania. 1851. postaje profesor matematike na Sveučilištu u Delawareu i 1856. profesor matematike na Sveučilištu Indiana u Bloomingtonu, Indiana, gdje ostaje do umirovljenja 1886., s iznimkom razdoblja od 1865. do 1867., koje je proveo na Sveučilište Washington & Jefferson, u mjestu Canonsburg, Pennsylvania.

## Doprinosi astronomiji
Kirkwoodov najveći doprinos astronomiji je bio u proučavanju putanja planetoida (asteroida). Kako je u to vrijeme bill otkriven znatan broj planetoida, zapazio je postojanje razmaka ili pukotina između njih, koje su i nazvane Kirkwoodove zone ili Kirkwoodove pukotine. Čistine u srednjim gibanjima planetoida uočio je Daniel Kirkwood 1866. Čistine odgovaraju omjerima perioda planetoida i Jupitera:
{\displaystyle {\frac {P}{P_{P}}}\,=\,{\frac {1}{2}}\,,\,{\frac {1}{3}}\,,\,{\frac {1}{4}}\,,\,{\frac {2}{5}}\,,\,{\frac {2}{7}}\,,\,{\frac {3}{5}}\,,\,{\frac {3}{7}}\,,\,{\frac {5}{11}}\,}
te omjeru perioda planetoida i Marsa jednakom 2 : 1. Za neke pak omjere perioda planetoida i Jupitera staze su veoma stabilne, pa se tu oni baš okupljaju. To su rezonantni planetoidi. Za njih vrijedi:
{\displaystyle {\frac {P}{P_{P}}}\,=\,{\frac {2}{3}}\,,\,{\frac {3}{4}}\,,\,{\frac {1}{1}}\,}
Prva grupa od nekoliko planetoida predvođena je Hildom. Staze tih tijela stabilne su iako se zbog velikog ekscentriciteta pružaju blizu Jupiterove staze, ali se zbog zgodnog odnosa u broju obilazaka (komenzurabilnosti perioda) nikada istovremeno, na bliskom dijelu staza, ne nađu Jupiter i planetoidi. Zato ih Jupiter jako ne poremećuje. Druga grupa je manja (primjer 279 Thule), a treću grupu čine znameniti Trojanci.
Kirkwood je uočio sličnu pojavu u Saturnovom prstenu. Osim toga prvi je uočio da meteorski pljusak nastaje od ostataka kometa. 
U njegovu čast jedan planetoid je nazvan 1578 Kirkwood, jedan Mjesečev udarni krater Kirkwood, zvjezdarnica na Sveučilište Indiana u Bloomingtonu je nazvana Kirkwood Observatory.

### Kirkwoodove pukotine
Kirkwoodove pukotine ili Kirkwoodove zone su područja u glavnom planetoidnom pojasu (asteroidni pojas) u kojima se nalazi malen broj planetoida. Odgovaraju putanjama koje bi planetoid slijedio kada bi njegov period revolucije (ophodno vrijeme) bio u cjelobrojnom odnosu s Jupiterovim periodom revolucije (najprimjetljivije za omjere 1 : 2, 3 : 5, 1 : 3, 2 : 7). Taj je nalaz 1866. protumačio Daniel Kirkwood poremećajem uzrokovanim Jupiterovom gravitacijskom silom ili plimnom silom (ako bi Jupiter na neki planetoid djelovao uvijek na istom dijelu putanje, planetoidu bi se putanja promijenila). Pukotine u Saturnovim prstenovima posljedica su sličnoga mehanizma gravitacijskoga djelovanja Saturnovih prirodnih satelita.